# Paper Mario : La Porte Millénaire
Paper Mario : La Porte Millénaire (ペーパーマリオRPG, Paper Mario RPG) est un jeu vidéo développé par Intelligent Systems et édité par Nintendo, sorti sur GameCube en 2004. Il s’agit de la suite de Paper Mario sorti sur Nintendo 64. Une réédition aux graphismes améliorés est sortie sur Nintendo Switch le 23 mai 2024.

## Univers

### Trame
Paper Mario : La Porte Millénaire se décompose en un prologue et huit chapitres. Chaque chapitre est entrecoupé par des interludes mettant en scène Peach et Bowser.
L'histoire démarre lorsque la princesse Peach, en voyage avec Papy Champi, fait une halte dans la ville portuaire et mal famée de Port-Lacanaïe. Ayant échappé à la surveillance de son protecteur, elle y fait la rencontre d’une vieille femme enveloppée sous une cape qui lui conte la légende du Trésor Légendaire de Port-Lacanaïe. Cette dernière lui fournit même la carte menant au trésor. Peach, tout excitée à la perspective d’une chasse au trésor, décide d’envoyer la carte à Mario afin qu’il vienne la retrouver pour l’aider dans sa quête. Cependant, une fois arrivé à Port-Lacanaïe, Mario apprend que la princesse a disparu et la seule piste dont il dispose pour la retrouver est celle menant au trésor.
Au cours de son aventure, Mario apprend que, pour ouvrir la Porte Millénaire qui dissimule le Trésor Légendaire, il doit collecter les sept Gemmes Étoile afin de briser le sceau qui l'entoure. Il va ainsi parcourir le monde à la recherche de ces gemmes, aventure au cours de laquelle il rencontre divers nouveaux alliés aux capacités variées et visite différents lieux tous plus insolites les uns que les autres : une plaine fleurie et son château-fort, une forêt aux couleurs étonnantes ou encore une arène de combat de catch.
Cependant, Mario découvre qu'il n’est pas le seul à chercher le Trésor Légendaire. En effet, Cruxinistre, chef des Mégacruxis, un peuple extraterrestre voulant assujettir le monde, désire également mettre la main sur ce trésor pour assouvir sa soif de pouvoir. Il envoie ainsi ses sbires aux trousses de Mario.

### Personnages

#### Protagonistes
- Mario est le personnage principal que le joueur contrôle pendant tout le jeu. En plus de son saut, il dispose d'un marteau pour frapper les ennemis ainsi que des pouvoirs étoiles qu'il débloque à chaque nouvelle Gemme Étoile trouvée.
- Peach est jouable à la fin de chaque chapitre. Contrairement à Mario, elle ne sait pas se battre. Ses missions tiennent ainsi plutôt de la réflexion à travers la résolution d'énigmes et de casse-têtes.
- Goomélie est la première partenaire que Mario rencontre dès son arrivée à Port-Lacanaïe. C’est une Goomba surdouée qui donne des indications sur les lieux dans lesquels le joueur se trouve et sur les adversaires rencontrés.
- Koopek est un Koopa peureux qui peut activer des interrupteurs lointains à l'aide de sa carapace.
- Cumulia est une femme-nuage qui peut générer de violentes bourrasques pour étourdir les ennemis et révéler des passages secrets.
- PtiYoshi est un bébé Yoshi téméraire qui peut faire planer Mario sur de courtes distances. Il demande au joueur de lui trouver un prénom à sa naissance.
- Viviane, ancienne membre de l'Obscur Trio, peut cacher Mario dans son ombre.
- Bombart est un capitaine Bob-omb qui peut faire exploser les murs fissurés.
- Carmina peut être recrutée de manière facultative. Elle est une souris voleuse qui peut détecter les trésors dans une zone grâce à son flair.

#### Antagonistes
- Cruxinistre est le chef des Mégacruxis, l’organisation secrète visant à assujettir le monde.
- Cruxéroce est le disciple de Cruxinistre qui se met souvent sur le chemin de Mario.
- L’Obscur Trio, composé de Marjolène, Maryline et Viviane, est un groupe d’esprits au service des Mégacruxis. Bien que Marjolène et Maryline soient bien des filles, Viviane pose constamment le doute de savoir si c’est une fille ou un garçon. Dans ses descriptions physiques ou dans ses attaques, il y a toujours marqué « elle » mais ses sœurs lui disent qu’elle est un garçon. À la suite du départ de Viviane, Rumpel vient la remplacer un peu plus tard. À la fin, Viviane retourne auprès de ses sœurs, avec lesquelles ses relations se sont améliorées.
- Rumpel est un fantôme résidant à l’Église Occulte, proche du village de Penocta. Il lance une malédiction au village transformant un à un les villageois en cochons. Il rejoint ensuite l’Obscur Trio un peu plus tard avant d’aider Cumulia en jouant le rôle de Mario dans sa pièce de théâtre « Paper Mario » après la fin du jeu. À noter que le nom Rumpel est une référence au comte des Frères Grimm (Nain Tracassin ou Rumpelstilschen dans son titre original) puisque Mario doit trouver le nom du fantôme pour récupérer son identité.
- Bowser, qui est pourtant l’éternel ennemi de Mario et qui a pris pour habitude d’enlever la princesse Peach s’est, cette fois-ci, fait doubler par les Mégacruxis. En apprenant l’enlèvement de Peach, il décide de partir à sa recherche ainsi que des Gemmes Etoile, bien qu’il n’ait aucune idée de ce qu’elles représentent. Dans sa « quête », il est accompagné par la sorcière Kammy Koopa. Il est jouable dans quelques phases d’action/plateformes à la manière des jeux de type Super Mario Bros.. Durant ces phases du jeu, il est présenté comme un personnage peu méchant mais assez empoté. En outre, ses facéties ainsi que les revers qu’il subit ajoutent une touche d’humour supplémentaire au jeu.
- La Reine des Ténèbres, qui est l’âme démoniaque ayant été scellée derrière la Porte Millénaire.

#### Autres
- Luigi, qui n’est pas jouable dans cet opus, est présent après que le joueur ait récupéré la première Gemme Étoile. Il conte ses aventures au Royaume Gaufre : la Princesse Ganache a été enlevée et son intendant, Papy Crêpe, implore l’aide de Luigi. Il part donc à l’aventure dans le même genre que celle de Mario : il doit retrouver les morceaux de la Boussole du Temps, qui la mènera au lieu où la Princesse est retenue prisonnière. En outre, il apparait parfois dans le public lors des combats.
- Papy Champi : le chancelier du Royaume Champignon qui accompagne la princesse Peach dans son voyage. Très inquiet de sa disparition, il sollicite l'aide de Mario pour la retrouver.
- Le Professeur Goomstein : habitant de Port-Lacanaïe et Goomba érudit, c'est lui qui guide Mario à l'aide de ses recherches sur la Porte Millénaire dans la quête des Gemmes Étoile.

## Système de jeu

### Généralités
Le joueur déplace Mario à l’aide du joystick lors des phases d’aventure, et avec les boutons A et B pour sauter et donner un coup de marteau. Lors des phases de combats, il peut utiliser différentes attaques, qui lui sont conférées soit dès le départ, soit par des badges, soit par des objets qu’il a collecté. Il peut aussi se faire aider par un partenaire disposant un certain nombre de capacités qui diffèrent selon son niveau.
Le système de combat est assez élaboré : les attaques se font au tour par tour et doivent être exécutées de manière précise et rapide, afin d’affaiblir l’ennemi. Il peut même réduire les dégâts causés par les ennemis en appuyant sur A au bon moment, ou même la renvoyer avec B (cela demande cependant un timing plus précis). Enfin, plusieurs objets peuvent être utilisés, tels que des champignons à pouvoir régénérant ou des fleurs de feu touchant tous les ennemis.
De plus, des évènements aléatoires peuvent arriver pendant le combat, comme par exemple l’étourdissement et la brûlure.

### Points
Les Points Cœurs (PC) sont l’énergie de Mario. Quand les points sont à zéro, Mario meurt et la partie est terminée. Les partenaires de Mario ont aussi des Points Cœurs (souvent moins élevés), mais, contrairement à Mario, la perte de tous leurs points de vie n’induit pas de « game over ». Ceux-ci sont simplement immobilisés jusqu’à la fin du combat dont ils émergeront avec un seul point de vie.
Les Points Fleurs (PF) servent à utiliser des attaques spéciales, souvent des badges pour Mario, mais chaque partenaire a au moins deux attaques nécessitant des Points Fleurs. Les points Fleurs ont, comme ceux de Cœurs, un maximum. Chaque attaque spéciale a un coût de Point Fleur qui réduit le nombre de Point Fleur quand on les utilise. Les partenaires n’en ont pas, c’est Mario qui les dépense pour eux.
Les Points Badges (PB) servent à faire fonctionner un badge. En effet, chaque badge à un coût. Il ne se dépense pas mais s’active. Par exemple, si le joueur a six Points Badge, il peut activer un badge qui en coûte quatre et un qui coûte deux. Il existe aussi des badges ne coûtant rien.
Enfin, à la fin de chaque combat, le joueur reçoit des points étoiles, et lorsqu’il en possède cent, Mario monte d’un niveau et il peut soit faire monter les points cœurs (PC), soit les points fleurs (PF), soit les points badges (PB). À noter que les PC et les PF augmentent de cinq en cinq et que les PB augmentent de trois en trois. Le nombre de points étoiles récoltés après un combat varie en fonction du niveau de Mario et de l’ennemi affronté.

### Badges
Ils servent à donner des capacités supplémentaires. Pour s’équiper, il faut mettre des PB (points badges) qui peuvent être obtenus en changeant de niveau. Certains sont des attaques (Coup Fort), d’autres des gadgets (Trouv’Cœur) et d’autres sont utilisés pour modifier l’apparence de Mario ou le son de son marteau, par exemple. Il existe au total quatre-vingt-cinq types de Badges dans tout le jeu et servent aussi pour les partenaires.

### Public et pouvoirs étoile
Au fur et à mesure de l’avancée dans la quête principale, Mario gagne de nouveaux pouvoirs étoiles qu’il ne peut utiliser que s’il dispose d’un nombre assez important d’étoiles, qui augmente en fonction du public.
Pendant les affrontements, un public, composé en général des habitants du monde où le joueur se trouve, assistent au déroulement du combat et donnent plus ou moins d’étoiles en fonction des actions entreprises par le joueur, ainsi que de leur nombre. En effet, le public varie en fonction des actions réalisées pendant le combat.
De plus, des personnages spéciaux dans le public peuvent aider (en donnant des objets notamment) ou pénaliser en lançant des marteaux ou en endormant le public.
C’est une des principales innovations depuis le premier opus de la série.

## Développement

Le premier logo du jeu, lorsque celui-ci était encore en développement.

Paper Mario : La Porte Millénaire était initialement prévu comme une suite directe de Paper Mario, nommée Paper Mario 2.

## Accueil

### Ventes
En décembre 2007, le jeu s'est écoulé à 1,91 million d'exemplaires à travers le monde.

## Postérité
Un remake du jeu sur Nintendo Switch est annoncé lors du Nintendo Direct du 14 septembre 2023. Il est sorti le 23 mai 2024.